# Lingua hawu

La lingua hawu (o sawu o savu) è una lingua parlata sulle isole di Savu e Rainjua (Indonesia), nonché sull'isola di Sumba ed a Timor da circa 110 000 persone. 

## Classificazione
L'hawu è classificato tradizionalmente nel sottogruppo bima-sumba ( o Sumba-hawu), creato da J. S. Esser, un impiegato dell'amministrazione coloniale olandese, all'inizio del XX° secolo. 
Il bima-sumba viene classificato come un sottogruppo delle lingue Lingue maleo-polinesiache centrali.

## Dialetti
Il dialetto Seba è il principale, venendo parlato nella maggior parte dell'isola di Savu e nella capitale dell'isola, Seba. Il Timu viene parlato nella zona orientale, il Mesara nella zona ovest ed il Liae nell'estremo sud dell'isola. Il Raijua viene parlato sull'isola con lo stesso nome (Rai Jua') ad ovest di Savu.